# Federação Portuguesa de Bridge
A Federação Portuguesa de Bridge foi fundada em 1961 e tem a sua sede em Carnaxide, Lisboa, Portugal.
A Federação Portuguesa de Bridge é membro da Confederação do Desporto de Portugal e está filiada na European Bridge League e na World Bridge Federation.